# Aeroportul Sumbe
Aeroportul Sumbe (IATA: NDD, ICAO: FNSU) este un aeroport din Provincia Cuanza Sul, Angola ce deservește zona Sumbe. A fost numit după zona deservită.
Situat la o altitudine de 11 m, aeroportul dispune de o singură pistă.